# Cyathea quindiuensis
Cyathea quindiuensis är en ormbunkeart som beskrevs av Karst. Cyathea quindiuensis ingår i släktet Cyathea och familjen Cyatheaceae. Inga underarter finns listade.